# Annik Kälin
Annik Kälin (Einsiedeln, 27 de abril de 2000) es una deportista suiza que compite en atletismo.
Ganó una medalla de plata en el Campeonato Mundial de Atletismo en Pista Cubierta de 2025, una medalla de bronce en el Campeonato Europeo de Atletismo de 2022 y una medalla de plata en el Campeonato Europeo de Atletismo en Pista Cubierta de 2025.
Participó en los Juegos Olímpicos de París 2024, ocupando el cuarto lugar en la prueba de heptatlón.

## Palmarés internacional
| Campeonato Mundial en Pista Cubierta | Campeonato Mundial en Pista Cubierta | Campeonato Mundial en Pista Cubierta | Campeonato Mundial en Pista Cubierta |
| Año                                  | Lugar                                | Medalla                              | Prueba                               |
| ------------------------------------ | ------------------------------------ | ------------------------------------ | ------------------------------------ |
| 2025                                 | Nankín (China)                       | Medalla de plata                     | Salto de longitud                    |
| Campeonato Europeo                   |                                      |                                      |                                      |
| Año                                  | Lugar                                | Medalla                              | Prueba                               |
| 2022                                 | Múnich (Alemania)                    | Medalla de bronce                    | Heptatlón                            |
| Campeonato Europeo en Pista Cubierta |                                      |                                      |                                      |
| Año                                  | Lugar                                | Medalla                              | Prueba                               |
| 2025                                 | Apeldoorn (Países Bajos)             | Medalla de plata                     | Salto de longitud                    |